# Intime
intime (Scheinanglizismus, von engl. in time = in der Zeit, manchmal auch inplay von engl. in play = im Spielen) ist ein Begriff aus dem Rollenspiel-Genre, der eine Beschreibung, eine Aussage oder eine Aktion kennzeichnet, die innerhalb der Spielwelt stattfindet. Im Gegensatz dazu bezeichnet man etwas, das sich auf die Realität bezieht, als outtime (Scheinanglizismus, von engl. out time = außerhalb der Zeit, analog outplay von engl. out of play = außerhalb des Spielens). Diese Terminologie hilft, bestimmte Kommentare oder Anmerkungen nicht ans Spielgeschehen zu binden, da es beispielsweise unüblich sein dürfte, während einer Kampfsituation nach der Chipstüte zu verlangen, oder man zwar den Charakter eines Spielers beleidigen möchte, nicht aber den Spieler selbst.
Die Unterscheidung von intime und outtime ist wichtig für „gutes“ Rollenspiel, da man intime-Geschehnisse auch nur intime ernst nehmen darf und outtime-Geschehnisse das Spielverhalten normalerweise nicht beeinflussen sollten.
In Live-Rollenspielen kennzeichnet sich ein Spieler oder Spielleiter, der outtime unterwegs ist, also von den Charakteren, die sich intime befinden nicht wahrgenommen werden kann (er ist ja intime nicht da), meist durch vor der Brust gekreuzte Arme.
Beim Rollenspielsystem Paranoia gibt es laut Regelwerk explizit kein outtime, wodurch die Frage nach der Chipstüte den Verlauf des Spiels durchaus beeinflussen kann.
Outtime wird manchmal auch als ooc (engl. Akronym: out of character = Außerhalb des Charakters, so viel wie von der Rolle) bezeichnet.
In Fanfictions bedeutet OOC schlicht, dass sich der Charakter nicht so verhält wie er das in der Serie/Film/Buch/usw. normalerweise tut. Er ist eben „out of character“.